# Ademtest
Een ademtest, ademproef, blaastest of blaasproef is een verzamelnaam voor een groot aantal verschillende testen die worden uitgevoerd met behulp van de uitgeademde lucht van een persoon. Deze testen hebben tot doel de aanwezigheid van bepaalde stoffen te meten in iemands adem. Dergelijke testen kunnen voor meerdere doeleinden worden gebruikt.
Het bekendst zijn de ademtesten voor het controleren van het alcoholpercentage in iemands bloed. Deze worden met bijvoorbeeld een blaaspijpje of blaasapparaat uitgevoerd.
Een andere toepassing is het opsporen van kanker. Dit kan door het meten van de concentratie chemicaliën (de zogenaamde vluchtige organische stoffen) die door groeiende kankercellen en tumoren worden uitgestoten.
Een waterstofademtest (H2-test) kan worden gebruikt voor het vaststellen van prikkelbaredarmsyndroom of andere vormen van voedselintolerantie. Deze test wordt altijd uitgevoerd na een korte periode van vasten (8-12 uur).